# The Pistol
The Pistol är Sounds Like Violence' debut-EP, utgiven 2004 på Deep Elm Records.

## Låtlista
Alla låtar är skrivna av Andreas Söderlund.
1. "You Give Me Heartattacks" - 2:48
2. "Cry! Oh Cry!" - 4:14
3. "The Pistol" - 4:13
4. "Grow/ Blow" - 4:10
5. "Afasi" - 6:11
6. "Perfect" - 6:16

## Mottagande
Allmusic.com gav betyget 4,5/5. Recensenten Johnny Loftus avslutade recensionen med att konstatera "Deep Elm has definitely found something special in Sounds Like Violence." Helsingborgs Dagblad gav betyget 3/5 och Nöjesguiden 4/5.

### Fotnoter
1. 1 2 3  Loftus, Johnny. ”The Pistol”. Allmusic.com. http://www.allmusic.com/album/the-pistol-r684918. Läst 2 februari 2012.
2. ↑  ”The Pistol”. Kritiker.se. https://kritiker.se/skivor/sounds-like-violence/the-pistol/. Läst 2 februari 2012.